# زیماری
زیماری (به لاتین: Zimari) یک منطقهٔ مسکونی در روسیه است که در سرزمین آلتای واقع شده‌است.